# Jefe de la Oficina de Personal de la Luftwaffe
El Jefe de la Oficina de Personal de la Luftwaffe (en alemán: Chef des Luftwaffen-Personalamtes) no era un rango, sino una posición de liderazgo dentro del Alto Mando de la Luftwaffe alemana en el Tercer Reich. 

## Lista de jefes
| N.º |  | Jefe                                                   | Inicio                  | Final                   | Duración          | Ref.  |
| --- |  | ------------------------------------------------------ | ----------------------- | ----------------------- | ----------------- | ----- |
| 1   |  | Oberstleutnant Hans-Jürgen Stumpff (1889-1968)         | 1 de septiembre de 1933 | 31 de mayo de 1937      | 3 años y 272 días | [ 1 ] |
| 2   |  | Generalmajor Robert Ritter von Greim (1892-1945)       | 1 de junio de 137       | 31 de enero de 1939     | 1 año y 242 días  | [ 2 ] |
| 3   |  | General der Flieger Gustav Kastner-Kirdorf (1881-1945) | 31 de enero de 1939     | 23 de marzo de 1943     | 4 años y 51 días  | [ 3 ] |
| 4   |  | Generaloberst Bruno Loerzer (1891-1960)                | 23 de marzo de 1943     | 22 de diciembre de 1944 | 1 año y 274 días  | [ 4 ] |
| 5   |  | General der Flieger Rudolf Meister (1897-1958)         | 22 de diciembre de 1944 | 8 de mayo de 1945       | 137 días          | [ 5 ] |